# Tadarida ventralis
Tadarida ventralis là một loài động vật có vú trong họ Dơi thò đuôi, bộ Dơi. Loài này được Heuglin mô tả năm 1861.